# Circonscription d'Aseko
Pour les articles homonymes, voir Aseko.
La circonscription d'Aseko est une des 177 circonscriptions législatives de l'État fédéré Oromia, elle se situe dans la Zone Arsi. Sa représentante actuelle est Wednesh Kefle Gedefu.